# Place des Quinconces (Bordeaux)
Die Place des Quinconces ist mit einer Fläche von 125.000 m² einer der größten Plätze Europas. Er befindet sich in Bordeaux im französischen Département Gironde.
Der Platz wurde an der Stelle des ehemaligen Schlosses Château Trompette in der Zeit von 1810 bis 1828 angelegt. Die spätmittelalterliche Zwingburg nach Plänen des Baumeisters Vauban war nach dem Ende des Hundertjährigen Krieges errichtet worden, um die königliche Macht in der Stadt zu garantieren und etwaige Aufstände der Bevölkerung zu verhindern. Die Kanonen waren daher in Richtung des bewohnten Zentrums gerichtet.

## Lage und Verkehr
Der Platz befindet sich im nördlichen Stadtzentrum und ganz in der Nähe des Stadthafens. Er wird umgeben von den Straßen Allées de Bristol (nördlich), dem Quai Louis XVIII (östlich, parallel zur Garonne), Allée de Munich (südlich). Westlich gehen die genannten Alleen in den halbkreisförmigen Platz über. Die westliche Platzfläche wird vom Cours du Maréchal Foch durchschnitten. Darauf verlaufen Straßenbahngleise. Alle unmittelbar begrenzenden Straßen sind für den Straßenverkehr freigegeben, auch eine Stadtbuslinie verkehrt hier.

## Namensgebung

Quinconces-Anordnung

Die bei der Gestaltung des Platzes 1818 angepflanzten Bäume waren nach dem Muster vieler nebeneinander liegender Würfel mit der Augenzahl Fünf angeordnet; diese Anordnung heißt auf Französisch quinconce. Der Platz selbst hieß zunächst nach den französischen Herrschern Louis-XVI-Platz, dann Louis-Philippe-Platz. Erst nach der (zweiten) französischen Revolution von 1848 vergab die Stadt den Namen nach der besonderen Pflanzung der Bäume. Nachgepflanzte Bäume wurden in Reihe gestellt, sodass Besucher das ursprüngliche Aussehen nicht erkennen. Die Stadtverwaltung plant aber eine schrittweise Umgestaltung nach dem ursprünglichen Fünf-Augen-Pflanzmuster.
Eine andere Bezeichnung für die Place des Quinconces ist Esplanade des Quinconces.

## Beschreibung und Geschichte
Die rechteckige Platzgrundfläche hat Seitenlängen von 260 m (Nordseite, Südseite) und etwa 150 m (Ostseite, Westseite). Die große freie Platzfläche wird häufig für Veranstaltungen, Verkaufsaktionen oder von Schaustellern genutzt. An der östlichen Seite, an der auch die Rostralsäulen platziert sind, kann der Platz über eine Freitreppe vom großen Boulevard aus erreicht werden. Die Säulen tragen obenauf je eine Skulpture, die den Handel und die Schifffahrt darstellen, die bis in das 19. Jahrhundert für Bordeaux prägend waren.

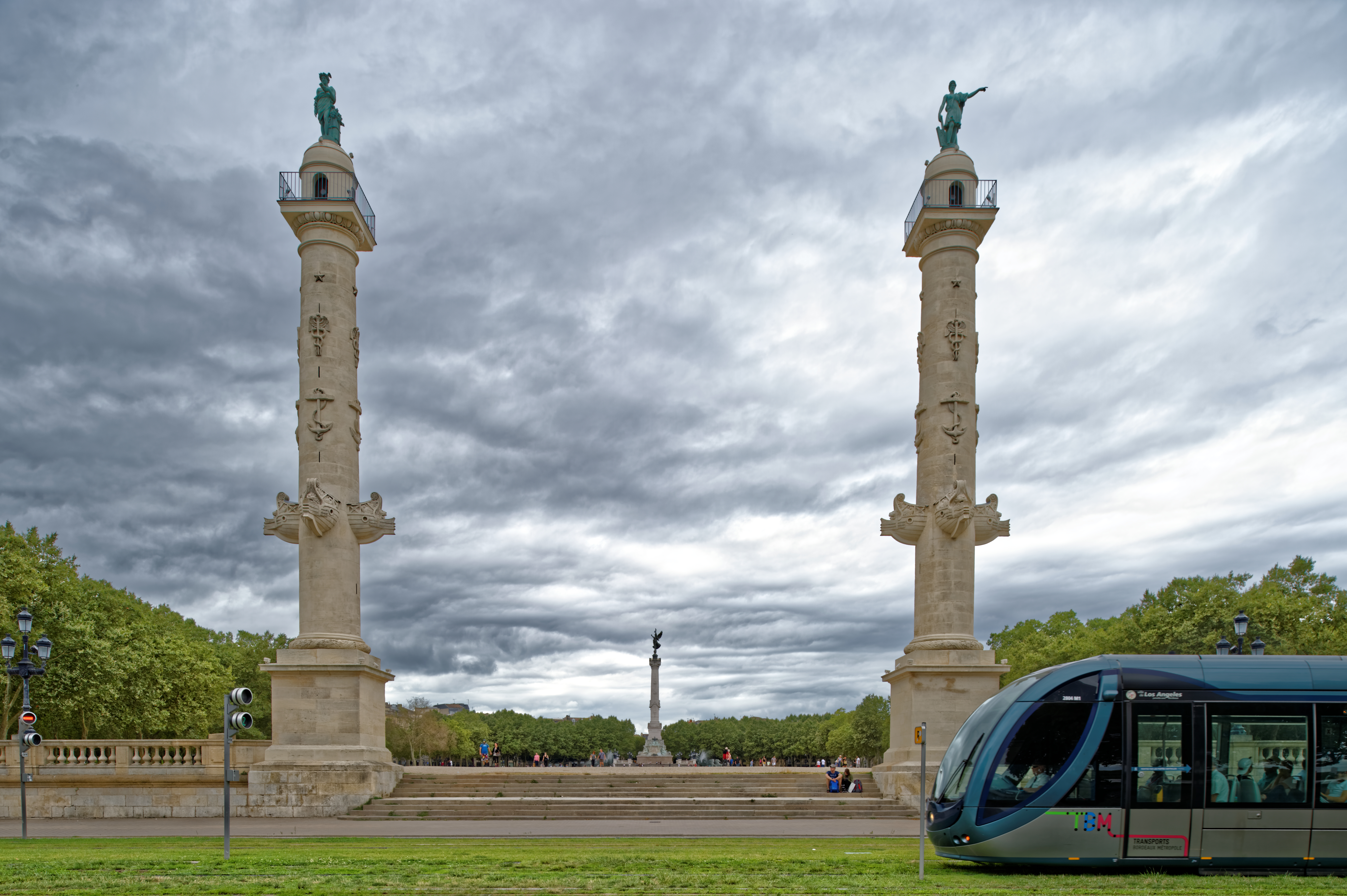
Zugang zum Platz von Osten, zwischen den beiden Rostralsäulen, im Hintergrund das Girondistendenkmal

Am östlichen Rand des westlichen halbkreisförmigen Bereiches steht die 43 Meter hohe Freiheitsstatue Monument aux Girondins (das Girondistendenkmal). An den Längsseiten des Platzes befinden sich Standbilder von Montesquieu und Montaigne. 
Das frühere Schloss wurde bereits im 18. Jahrhundert abgetragen, an das Bauwerk erinnert der Straßenname Rue du Château Trompette.
Im Jahr 1907 fand in Bordeaux die Exposition maritime internationale (Internationale Seefahrtausstellung) statt. Dafür wurde der gesamte Platz mit temporären Ausstellungsbauten und Grünanlagen versehen, wie der folgende Lageplan zeigt. Als ausländische Aussteller beteiligten sich Belgien, Russland und die USA, die sich alle eigene Pavillons errichtet hatten.

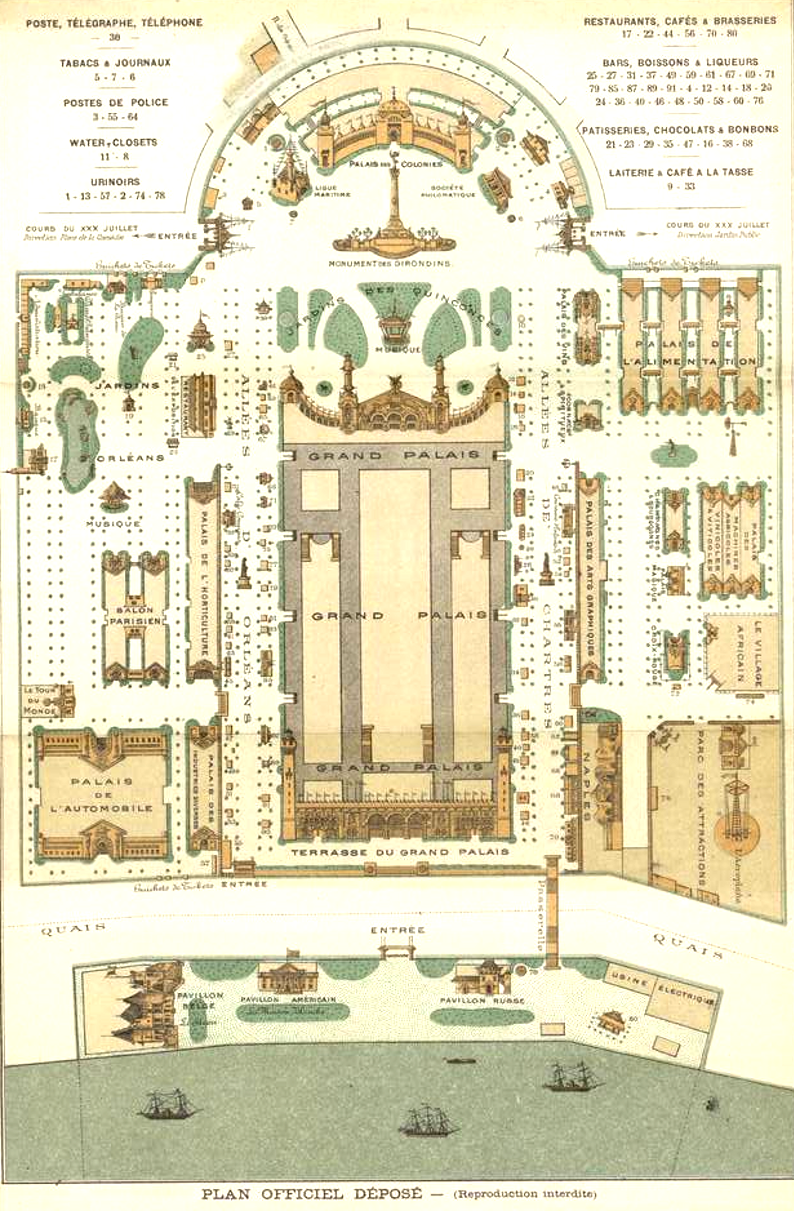
Plan der Int. Seefahrtausstellg. auf dem Quinconces-Platz, 1907

Während des Zweiten Weltkriegs war Bordeaux von deutschen Truppen besetzt. Auf dem Platz ließ die deutsche Hafenkommandantur Nutzgebäude für sich aufstellen. Ein erkennbarer Rest sind die Panzertüren, die zu den Bristol-Alleen führen (Stand 2020). Ein Bunker (Typ 608) steht noch an der Grenze der Kreuzung mit dem Quai Louis XVIII. Große Teile der Bronzefiguren aus dem Brunnenbecken des Denkmals wurden Mitte August 1943 von den deutschen Besatzern auf der Suche nach Metallen für Kriegszwecke entfernt. Sie wurden 1945 in Angers wiedergefunden und 1983 an ihrem ursprünglichen Platz wieder aufgestellt. 

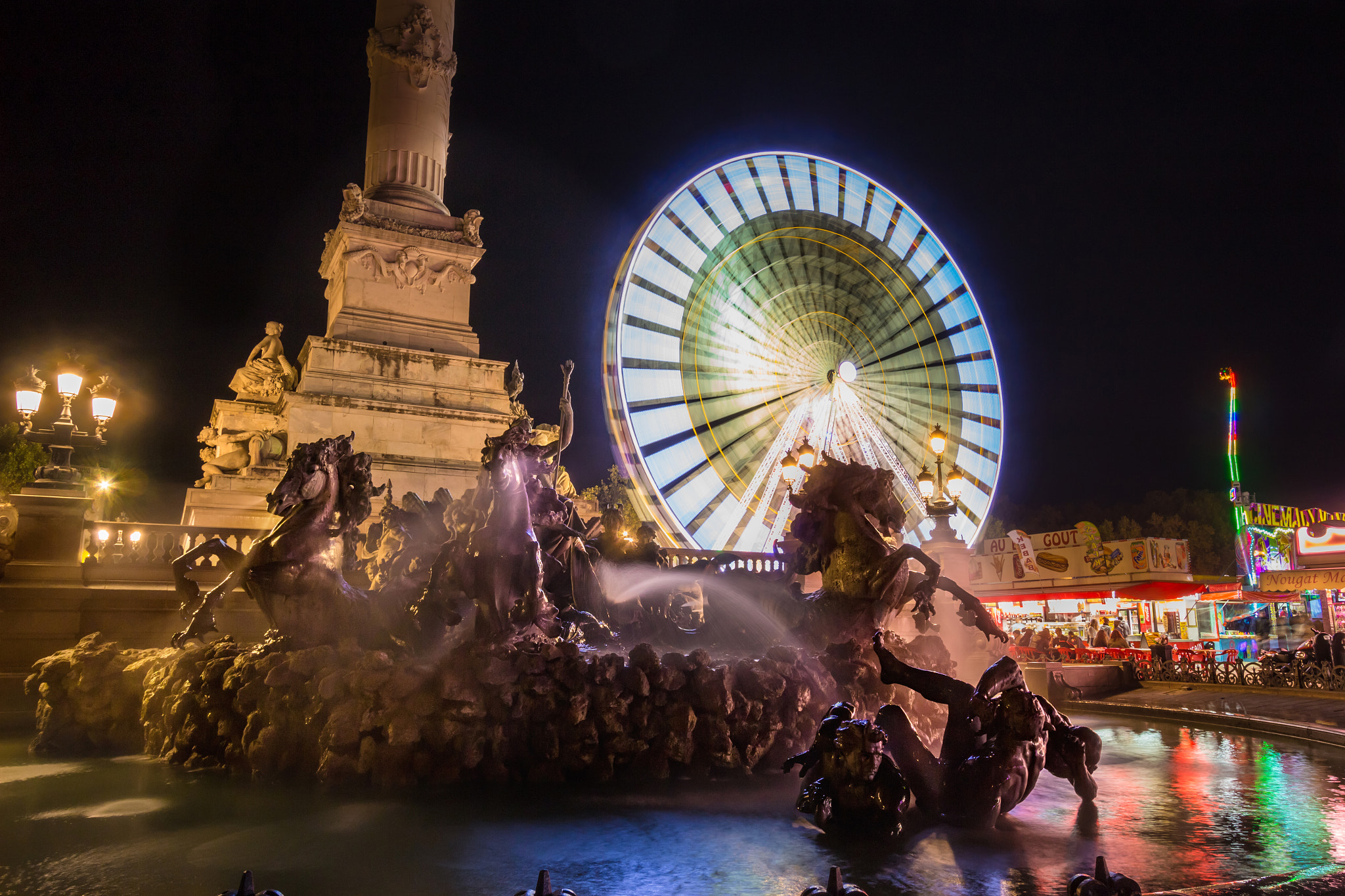
Fahrgeschäfte in Nachbarschaft zum Denkmal

## Randbebauung
Zwischen den begrenzenden Alleen und den Häuserfassaden liegen größere Pflanzstreifen mit Bäumen und Wiesen, die Flächen dazwischen sind als bewirtschaftete Parkplätze angelegt. Das ermöglicht Besuchern von Veranstaltungen, aber auch von Gaststätten und Hotels, hier ihre Fahrzeuge bequem abzustellen. Der Halbkreis wird von Wohn- und Geschäftsbauten im klassizistischen Stil aus dem 19. Jahrhundert gesäumt und heißt ebenso wie die gesamte Fläche Place des Quinconces. Die viergeschossigen Häuser am Kreisbogen entstanden ab 1817 nach Plänen des Architekten Jean-Baptiste Dufart und bilden im unteren Bereich Arkaden.
Auf den halbkreisförmigen Teil des Platzes führen sternförmig die Straßen Rue Blanc Dutrouilh, Rue d'Enghien, Allées de Tourny, Cours Tournon, Rue de Sèze, Rue du Château Trompette und Cours du XXX Juillet.